# Amplified fragment length polymorphism
La AFLP-PCR o semplicemente AFLP è un'analisi basata sulla PCR utilizzata in genetica, per il DNA fingerprinting, ed in Ingegneria genetica.
È un metodo estremamente sensibile per individuare polimorfismi a livello del DNA, descritto per la prima volta da Vos et al. nel 1993.
 
La procedura è divisa in tre passaggi:
1. Digestione del DNA cellulare totale con uno o più Enzimi di restrizione e legame delle semi-sequenze di restrizione presenti sui frammenti a specifici adattori (frammenti a sequenza conosciuta);
2. Amplificazione selettiva di alcuni di questi frammenti (ampliconi) con due primer per PCR complementari alla sequenza "adattore + semisequenza di restrizione + sequenza selettiva;[4]
3. Separazione degli ampliconi mediante elettroforesi su gel seguita da visualizzazione delle bande.

Una variante dell'AFLP è la cDNA-AFLP, utilizzata per quantificare le differenze in termini di espressione genica.

## Applicazioni
La tecnologia AFLP ha la capacità di individuare contemporaneamente diversi polimorfismi in differenti regioni genomiche, ed è inoltre caratterizzata da elevate sensibilità e riproducibilità. Di conseguenza, questa tecnica è largamente usata per l'identificazione di variazione genetica in ceppi o specie strettamente correlate di piante, funghi, animali e batteri.
La tecnologia AFLP è stata usata in test di paternità e per analisi forensi, nonché per determinare sottili differenze tra popolazioni, ed in studi di linkage al fine di generare mappe per l'analisi dei Tratti quantitativi.
Esistono numerosi vantaggi nell'usare l'AFLP piuttosto che altre metodiche di marcatura come ad esempio RAPD, RFLP, e microsatelliti. L'AFLP non solo è caratterizzata da maggiore riproducibilità, risoluzione e sensibilità a livello genomico rispetto alle tecniche citate, ma ha anche la capacità di amplificare un elevato numero di frammenti simultaneamente. Inoltre, non è necessaria per l'amplificazione alcuna informazione preventiva sulla natura della sequenza. Per questo, l'AFLP è diventata estremamente vantaggiosa nello studio di quei taxa per i quali le informazioni relative al genoma sono limitate, come batteri, funghi e piante.
La tecnologia AFLP è sottoposta a brevetti e applicazioni di brevetti da parte di Keygene N.V.